# Gmina Koncze
Gmina Koncze (mac. Општина Конче) – gmina wiejska w południowo-wschodniej Macedonii Północnej.
Graniczy z gminami: Radowisz od północnego wschodu, Sztip od północnego zachodu, Negotino od zachodu, Demir Kapija od południowego zachodu, Wałandowo od południa, Strumica od południowego wschodu i Wasiłewo od wschodu.
Skład etniczny
- 85,11% – Macedończycy
- 14,73% – Turcy
- 0,16% – pozostali

W skład gminy wchodzi:
- 14 wsi: Koncze, Gabrewci, Garwan, Gorna Wrasztica, Gorni Lipowic, Dedino, Dołna Wrasztica, Dołni Lipowic, Dołni Radesz, Zagorci, Lubnica, Negrenowci, Rakitec, Skorusza.